# Unchain My Heart (singolo)
Unchain My Heart è una canzone scritta da Bobby Sharp e registrata per la prima volta da Ray Charles alla fine del 1961.
Sharp, al tempo un tossicodipendente, vendette il brano a Teddy Powell per 50$. 
Powell chiese metà dei diritti d'autore. In seguito Sharp riuscì ad ottenere i diritti sulla canzone. Nel 1987 fu anche in grado di rinnovare il copyright per la sua compagnia di pubblicazione, la B. Sharp Music.

## La versione di Ray Charles
Il brano fu un successo per Charles; accompagnato dal gruppo The Raelettes, il cantante canta di come vorrebbe essere libero da una donna che non gli permette di allontanarsi. Inoltre è presente anche l'accompagnamento del sassofonista David "Fathead" Newman e di altri membri del gruppo di Charles. La canzone raggiunse la nona posizione sulla classifica dei singoli pop e la prima in quella dei singoli R&B ed è stato il titolo di base del film biografico del cantante Ray.

## Altre versioni
Nel 1963, il gruppo doo-wop The Rivingtons realizzò una cover del brano sul loro album Doin' The Bird. Il brano fu reso ancora più popolare dalla versione di Joe Cocker quando pubblicò la canzone con l'album omonimo nel 1987, che raggiunse il diciassettesimo posto nel Regno Unito.
La canzone è presente in un medley di Marc Almond, cantante dei Soft Cell, composto di 3 canzoni: Unchain My Heart, Black Heart, Take My Heart) 
Un gruppo a cappella chiamato The Bobs registrò un'altra versione nel 1994.
Nel 2014 una versione realizzata da Johnny Winter viene inserita nel suo album postumo Step Back.
Il brano è stato inciso in italiano da Ricky Gianco nel 1962, con il titolo Non c'è pietà e nel 1965 da Ezio De Gradi col titolo Lasciami andar.